# Ink (filme)
Ink é um filme produzido nos Estados Unidos, dirigido por Jamin Winans e lançado em 2009.